# Hundre år gammal
Hundre år gammal är det femte studioalbumet av det norska black metal-bandet Khold. Albumet utgavs 2008 av skivbolaget Tabu Recordings.

## Låtlista
1. "Der kulden rår" – 3:28
2. "Kor" – 3:31
3. "Hundre år gammal" – 3:29
4. "Troløs" – 2:39
5. "Forrykt" – 2:56
6. "Rekviem" – 4:35
7. "Villfaren" – 2:03
8. "Sann ditt svik" – 3:36
9. Mester og trell" – 3:15
10. "Straff" – 3:17
11. "Bønn" – 3:35

- Text: Hildr
- Musik: Khold

## Medverkande
Musiker (Khold-medlemmar)
- Gard (Sverre Stokland) – sång, gitarr
- Rinn (Geir Kildahl) – gitarr
- Grimd (Thomas Arnesen) – basgitarr
- Sarke (Thomas Berglie) – trummor

Produktion
- Lars-Erik Westby – producent, ljudtekniker, ljudmix
- Tailor Maid – mastering
- Terje Johnsen – omslagsdesign, omslagskonst
- Hildr (Hilde Nymoen) – sångtexter